# Hybridní hrozba
Hybridní hrozba je označení skupiny protivníků nebo konkrétního rizika v takzvané hybridní válce. 

## Definice
Náčelník štábu americké armády definoval v roce 2008 hybridní hrozbu jako protivníka, který zahrnuje „rozmanité a dynamické kombinace konvenčních, nelegálních, teroristických a kriminálních schopností.
Velitelství společných sil USA definuje hybridní hrozbu jako "protivníka, který současně a adaptivně zaměstnává na míru šitý mix konvenčních, neregulérních, teroristických a kriminálních prostředků nebo činností v operačním bojovém prostoru". Hybridní hrozba nebo vyzyvatel bývá spíše kombinace státních a nestátních aktérů, než jedna entita.
Americká armáda definovala hybridní hrozbu v roce 2011 jako „různorodou a dynamickou kombinaci pravidelných sil, neregulérních sil, kriminálních živlů nebo kombinace těchto sil a prvků sjednocených za účelem dosažení vzájemně prospěšného výsledku.
Podle evropského Centra excelence pro boj proti hybridním hrozbám, které bylo založeno v roce 2017, „hybridní hrozby jsou metody a činnosti zaměřené na zranitelná místa soupeře“, kde je rozsah metod a činností široký.
Definice českých ministerstev jsou ještě méně konkrétní.

## Česká republika

### Historie
leden 2017Ministerstvem vnitra České republiky bylo zřízeno Centrum proti terorismu a hybridním hrozbám. Výhrady k centru vyjádřil bezpečnostní analytik a generál v záloze Andor Šándor a další.
květen 2017Předseda vlády Bohuslav Sobotka vyzval k přípravě proti hybridním hrozbám.
březen 2020Od roku 2018 bylo připravováno cvičení krizových složek ČR Obrana 2020, které mělo prověřit reakci na hybridní válku. Ústřední krizový štáb měl vyhlásit stav nouze. Účastnit se měla vláda, Bezpečnostní rada státu, parlamentní komory, krizové štáby, zástupci některých ústředních orgánů státní správy, všech tří zpravodajských služeb a také prezidentské kanceláře a České národní banky. Kvůli koronaviru však vláda cvičení zrušila.
duben 2021Vláda schválila Národní strategii pro čelení hybridnímu působení. 17. dubna bylo oznámeno, že za výbuchy muničních skladů ve Vrběticích v roce 2014, při kterých zahynuli dva lidé, mohli s největší pravděpodobností dva agenti ruské vojenské rozvědky GRU (více viz článek Kauza Vrbětice).